# Іздебно (Слупецький повіт)
Іздебно (пол. Izdebno) — село в Польщі, у гміні Островіте Слупецького повіту Великопольського воєводства.
Населення — 185 осіб (2011).
У 1975-1998 роках село належало до Конінського воєводства.

## Демографія
Демографічна структура станом на 31 березня 2011 року:
|          | Загалом | Допрацездатний вік | Працездатний вік | Постпрацездатний вік |
| -------- | ------- | ------------------ | ---------------- | -------------------- |
| Чоловіки | 98      | 25                 | 66               | 7                    |
| Жінки    | 87      | 9                  | 59               | 19                   |
| Разом    | 185     | 34                 | 125              | 26                   |